# NAACP Image Awards 1997
Die NAACP Image Awards wurden am 8. Februar 1997 zum 28. Mal von der National Association for the Advancement of Colored People (NAACP) vergeben. Die Verleihung fand im Pasadena Civic Auditorium in Pasadena, Kalifornien, USA statt. Die Zeremonie wurde von Arsenio Hall und Patti LaBelle moderiert.

## Gewinner und Nominierte im Bereich Film

### Bester Film
Die Jury
- Mut zur Wahrheit
- Auf engstem Raum
- Once Upon a Time… When We Were Colored
- Rendezvous mit einem Engel

### Bester Hauptdarsteller
Denzel Washington – Mut zur Wahrheit
- Ossie Davis – Get on the Bus
- Cuba Gooding junior – Jerry Maguire – Spiel des Lebens
- Samuel L. Jackson – Tödliche Weihnachten
- Eddie Murphy – Der verrückte Professor

### Beste Hauptdarstellerin
Whitney Houston – Rendezvous mit einem Engel
- Jada Pinkett Smith – Set It Off
- Queen Latifah – Set It Off
- Phylicia Rashad – Once Upon a Time… When We Were Colored
- Whoopi Goldberg – Das Attentat

### Bester Nebendarsteller
Samuel L. Jackson – Die Jury
- Charles S. Dutton – Die Jury
- Forest Whitaker – Phenomenon – Das Unmögliche wird wahr
- Delroy Lindo – Kopfgeld – Einer wird bezahlen
- Blair Underwood – Set It Off

### Beste Nebendarstellerin
Loretta Devine – Rendezvous mit einem Engel
- Tonea Stewart – Mut zur Wahrheit
- Regina Taylor – Die Jury
- Alfre Woodard – Star Trek: Der erste Kontakt
- Jenifer Lewis – Rendezvous mit einem Engel

## Gewinner und Nominierte im Bereich Fernsehen

### Beste Serie – Drama
New York Undercover
- Emergency Room – Die Notaufnahme
- Homicide
- New York Cops – NYPD Blue
- Ein Hauch von Himmel

### Bester Serien-Hauptdarsteller – Drama
Malik Yoba – New York Undercover 
- Eriq La Salle – Emergency Room – Die Notaufnahme
- Andre Braugher – Homicide
- Yaphet Kotto – Homicide
- Avery Brooks – Star Trek: Deep Space Nine

### Beste Serien-Hauptdarstellerin – Drama
Della Reese – Ein Hauch von Himmel
- Vanessa A. Williams – Chicago Hope – Endstation Hoffnung
- Gloria Reuben – Emergency Room – Die Notaufnahme
- S. Epatha Merkerson – Law & Order
- Lauren Vélez – New York Undercover

### Beste Serie – Comedy
Cosby
- Living Single
- Martin
- Moesha
- Der Prinz von Bel-Air

### Bester Serien-Hauptdarsteller – Comedy
Jaleel White – Alle unter einem Dach
- Martin Lawrence – Martin
- LL Cool J – Ein schrecklich nettes Haus
- Terrence Carson – Living Single
- Will Smith – Der Prinz von Bel-Air

### Beste Serien-Hauptdarstellerin – Comedy
Phylicia Rashad – Cosby
- Erika Alexander – Living Single
- Kim Coles – Living Single
- Queen Latifah – Living Single
- Tisha Campbell-Martin – Martin

### Bester Fernsehfilm oder Miniserie
America’s Dream
- Deadly Voyage
- Rebound: The Legend of Earl „The Goat“ Manigault
- Run for the Dream: The Gail Devers Story
- Soul of the Game

### Bester Darsteller – Fernsehfilm/Miniserie
Wesley Snipes – America’s Dream
- Louis Gossett Jr. – Captive Heart: The James Mink Story
- Don Cheadle – Rebound: The Legend of Earl „The Goat“ Manigault
- Delroy Lindo – Soul of the Game
- Blair Underwood – Soul of the Game

### Beste Darstellerin – Fernsehfilm/Miniserie
Cicely Tyson – The Road to Galveston
- Vanessa Bell Calloway – America’s Dream
- Jasmine Guy – America’s Dream
- Ruby Dee – Captive Heart: The James Mink Story
- Jada Pinkett Smith – Haus der stummen Schreie

### Bester Darsteller – Seifenoper
Kristoff St. John – Schatten der Leidenschaft
- Keith Hamilton Cobb – All My Children
- Nathan Purdee – Liebe, Lüge, Leidenschaft
- Shemar Moore – Schatten der Leidenschaft
- Joseph C. Phillips – General Hospital

### Beste Darstellerin – Seifenoper
Victoria Rowell – Schatten der Leidenschaft
- Lynne Thigpen – All My Children
- Leslie Uggams – All My Children
- Renée Jones – Zeit der Sehnsucht
- Tonya Lee Williams – Schatten der Leidenschaft